# Ada Leverson

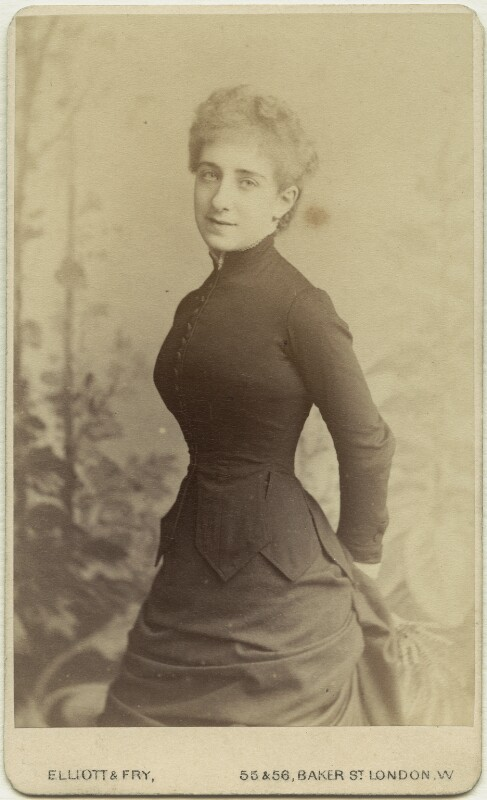
Ada Leverson

Ada Leverson (* 10. Oktober 1862 in London; † 30. August 1933 in London), geboren als Ada Beddington war eine englische Schriftstellerin. Sie war eine Freundin von Oscar Wilde.

## Leben
Ada Esther Beddington wurde als Tochter der Pianistin Zillah Beddington und des Kaufmanns Samuel Henry Beddington, der mit Wolle handelte. Von ihren acht jüngeren Geschwistern starb eines bereits im Kindesalter. Ihre jüngste Schwester Violet war die Frau von Sidney Schiff, ihr Pariser Haus war Mittelpunkt der literarischen und künstlerischen Szene des frühen 20. Jahrhunderts.  Ada Beddington wuchs in einer jüdisch, großbürgerlichen und kulturell engagierten Familie in Bayswater nahe dem Hyde Park auf. Sie erhielt Unterricht in Englisch, Deutsch, Französisch, Latein und Griechisch. Durch den Einfluss ihrer Mutter wurde sie musikalisch gefördert, spielte Klavier und komponierte kleinere Stücke. Ihr besonderes Interesse galt der Literatur, unter anderen John Keats, Thackeray, Flaubert und Austen. Sie heiratete im Alter von 19 Jahren, gegen den Wunsch ihrer Familie, den wesentlich älteren Ernest Leverson (1852–1921), dessen Vater Diamantenhändler war. Ernest Leverson hatte eine uneheliche Tochter, die er Ada verschwiegen hatte. Er bevorzuge Ferienorte mit Spielcasinos, da er leidenschaftlich gerne spielte. Die Ehe wurde nicht glücklich und gestaltete sich als zweckmäßiges Arrangement, bis sie im Jahr 1905 zerbrach, als Ernest nach Kanada zog. Ada Leverson verband eine kurze Liaison mit dem irischen Literaten George Moore.

## Wirken
Um die Jahrhundertwende leitete sie einen Salon, in dem Persönlichkeiten wie die Schriftsteller Oscar Wilde, Alfred Douglas, George Moore, John Gray, André Raffalovich und Somerset Maugham, der Karikaturist Max Beerbohm, der Zeichner Charles Ricketts, der Musiker Paolo Tosti, die Schauspieler Herbert Beerbohm und Charles Hawtrey verkehrten. Oscar Wilde lernte sie 1892 kennen. Sie machte ihn mit Aubrey Beardsley bekannt. Zu ihrem Freundeskreis gehörten die Geschwister Edith Sitwell, Osbert Sitwell, den sie sehr bewunderte, und Sacheverell Sitwell.
Ihre schriftstellerische Karriere begann sie mit kurzen Veröffentlichungen und Parodien im Punch und im Black and White magazine, später auch in The English Review und The Criterion, das von T. S. Eliot herausgegeben wurde. Zum Amusement von Oscar Wilde schrieb sie eine Parodie auf Das Bildnis des Dorian Gray. Sie parodierte auch The Importance of Being Earnest (deutscher Titel: Ernst sein ist alles oder Bunbury) unter dem Titel The Advisability of Not Being Brought up in a Handbag. A Trivial Tragedy for Wonderful People.
Wilde, dessen engste Freundin sie seit 1892 war, nannte sie die „Sphinx“ (oder „Gilded Sphinx of Golden Memory“), während sie sich auch nach seiner Verurteilung als eine der wenigen Persönlichkeiten aus Londons Gesellschaft loyal zu ihm verhielt.
Nach der Trennung von ihrem Mann verschlechterte sich ihre finanzielle Situation und sie begann vermehrt als Journalistin zu arbeiten. Diese Einkünfte reichten jedoch nicht aus, so dass sie begann Romane zu schreiben. Ihren Erstling The Twelfth Hour verfasste sie 1907. Ihre sechs Romane spielen alle in London. Im Gegensatz zu den Romanen von Jane Austen, die alle mit der Heirat enden, kreisen Leversons Romane darum, wie sich ihre Figuren in der Ehe entwickeln. Themen sind Liebe, Eifersucht, Sehnsucht nach harmonischer Partnerschaft, enttäuschte Zukunftsträume und wie die Protagonistinnen damit umgehen. Sie spielt mit viktorianischen Konventionen und der Emanzipation der Frau zu Beginn des 20. Jahrhunderts. Sie schreibt meist ironisch distanziert und setzt gerne Dialoge als Stilmittel ein.

## Werke
- The Twelfth Hour (1907)
- Love’s Shadow (1908)
- The Limit (1911)
- Tenterhooks (1912)
- Bird of Paradise (1914)
- Love at Second Sight (1916), dt.: „Liebe auf den zweiten Blick“, Insel Verlag, ISBN 3-458-33892-6
- Letters To The Sphinx From Oscar Wilde and Reminiscences of the Author (1930)
- Zu der Trilogie „The Little Ottleys“ gehören die Romane Love’s Shadow, Tenterhooks und Love at Second Sight.

## Biographie
- Violet Wyndham (1963): The Sphinx and her Circle: A biographical sketch of Ada Leverson 1862–1933
- Charles Burkhart (1973): Ada Leverson
- Julie Speedie (1993): Wonderful Sphinx: The Biography of Ada Leverson, London